# Üzbegisztán történelme

Üzbegisztán címere

Üzbegisztán történelme során területe kezdetben a Perzsa és Makedón Birodalomhoz tartozott, később, az ókor után iszlám hódítók foglalták el Üzbegisztánt. Az iszlamistákból kiváló Szamanida birodalom, majd a tatárok hódítása után jött létre az önálló Üzbég Kánság. 1600 körül a török, majd 1700 körül a perzsa birodalom foglalta el az országot. 1878-ban az oroszok vonultak be Üzbegisztánba. 1920 körül Üzbegisztán részese volt az oroszellenes közép-ázsiai forradalomnak, ám az ellenállást a szovjetek kegyetlenül leverték. 1991-ig szovjet tagállam volt, Üzbég SZSZK néven.       
1991-ben az ország kikiáltotta függetlenségét. Első elnöke a teljhatalommal rendelkező Islom Karimov volt, aki 2016-os haláláig állt az ország élén.

## Ókor
Üzbegisztánt kr. e. 1500 körül még azok a nomádok lakták, akik később a perzsa birodalomban éltek. Életmódjuk nagyban hasonlított a magyarokhoz, hiszen ők is jurtákban laktak, valamint szintén kecskét, juhot, birkát, szarvasmarhát tartottak otthonukban. Régészeti nyomaikat Üzbegisztánban Szamarkand és Taskent városokban lelték meg. Üzbegisztánon kívül még Türkmenisztánban, Kazahsztánban és Tádzsikisztánban lelték meg maradványaikat.
A kr. e. 600-as években formálódó babiloni birodalom fenyegette az itt élő nomádokat, valamint az itt kialakult Elámi birodalmat is szétzúzta. 529-ben a babiloni birodalmat a perzsák számolták föl, s eztán ők éltek eme területen. Itt esett el az újra visszatérő nomádok elleni harcban II. Kürosz (Kürshhaja) perzsa király.
330 körül Makedónia királya, III. (Nagy) Sándor bevonult és elfoglalta Üzbegisztánt, valamint az egész perzsa birodalmat. Halála után lett a terület a görög-baktriai királyság része.

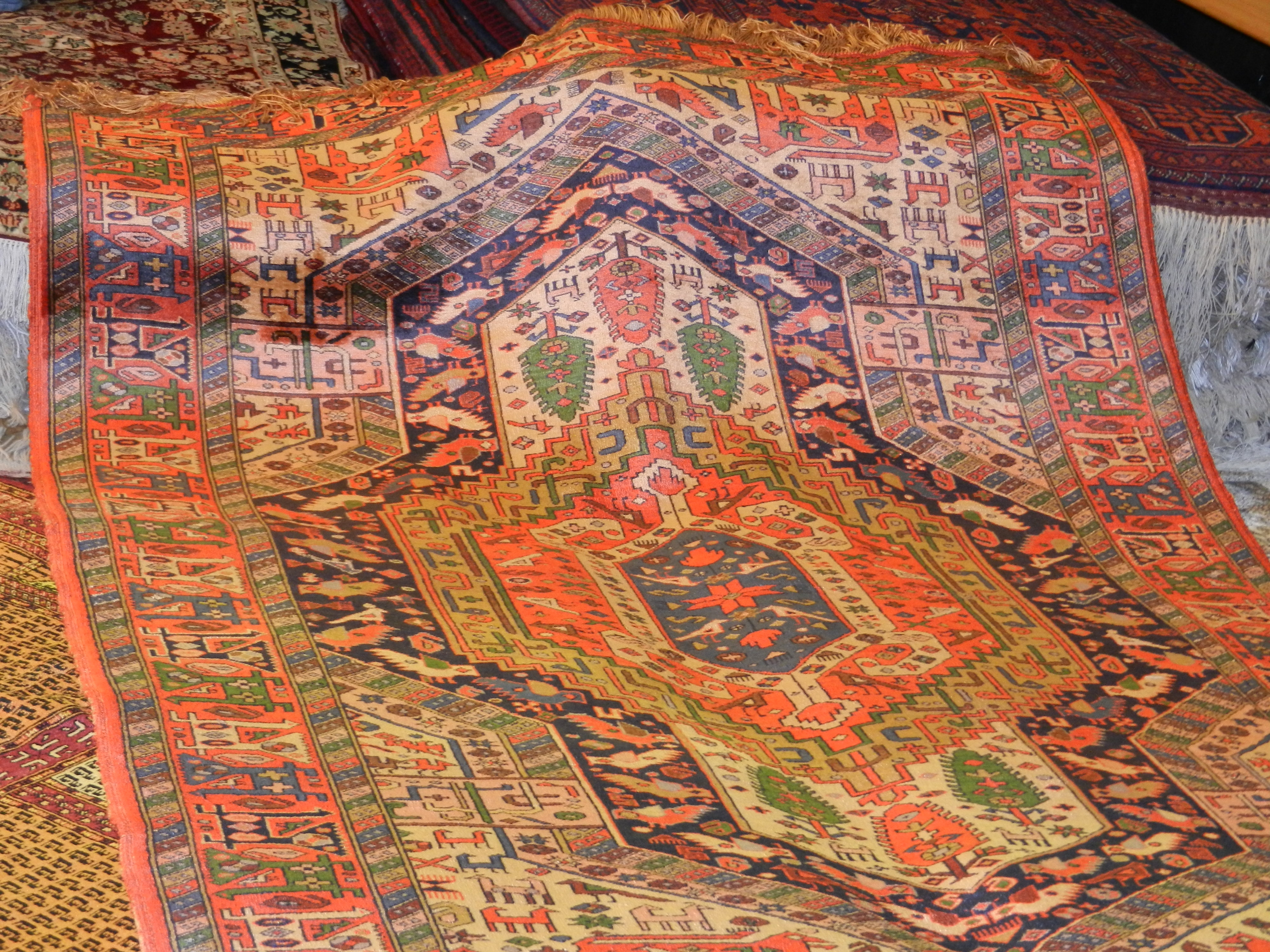
Buharai szőttes 1500 körülről

## Az iszlám Üzbegisztán
Kr. u. 650 körül az egyre növekvő mekkai kalifátus hódította meg Üzbegisztánt. Helytartója hozta létre a magáról elnevezett Számánida Birodalmat, mely. a 11. században szűnt meg.

## A tatárok (1220 körül–1500)
1220 körül a mongol nagykán, Dzsingisz kán foglalta el Üzbegisztánt. Uralma alatt indult meg az üzbég nép hanyatlása. Rendkívüli adókat vetett ki, s aki nem volt hajlandó megfizetni, azt felakasztották. Uralma alatt épült fel a mai főváros, Taskent.
Dzsingisz kánt egy üzbegisztáni hadjárat során érte a halál. Sírhelye ismeretlen, valószínűleg Taskent egyik pincéjében nyugszik.
Az 1300-as években indult meg Mongólia hanyatlása. A hatalmas hadsereg összeomlott, és a birodalom területe is csökkent – így 1442-ben Üzbegisztánt is elvesztette. Ezek után a hinduk vették át az irányítást a területen. 

## Az 1870-es évekig
1500 körül felépült Szamarkand városa is, majd erre alapozva Mohamed kán létrehozta az üzbég kánságot, Buhara és Szamarkand székhellyel.

## A szovjet Üzbegisztán
1920-ban jött létre az Üzbég SZSZK. Ez a tartomány nemsokára összefogott a Kirgiz és Tádzsik SZSZK-val, és kitört a négy évig tartó forradalom. A harcok leverése után a hatalom megtorlásképp ezen tartományokat rendkívüli magas adózásra kényszerítette.

Az Üzbég SZSZK zászlaja

A második világháború alatt Sztálin leginkább az üzbégek közül választotta ki katonáit. 1946-ban egy sikertelen Sztálin-merénylet okán több mint 30 000 üzbéget vetettek börtönbe. 
1954-ben megnyílt a Taskent Aréna, amely 40 000 fő befogadására volt képes. Ez idő alatt az üzbég lakosság felkelést indított a hatalom ellen, a szervezőket azonban lehallgatták és letartóztatták, így az újabb tüntetési tervek meghiúsultak. 1972-ben az aréna leomlott. 1977-ben adták át a taskenti metrót.
1987-ben tömegvérengzést rendeztek Taskent főterén.

## A független Üzbegisztán

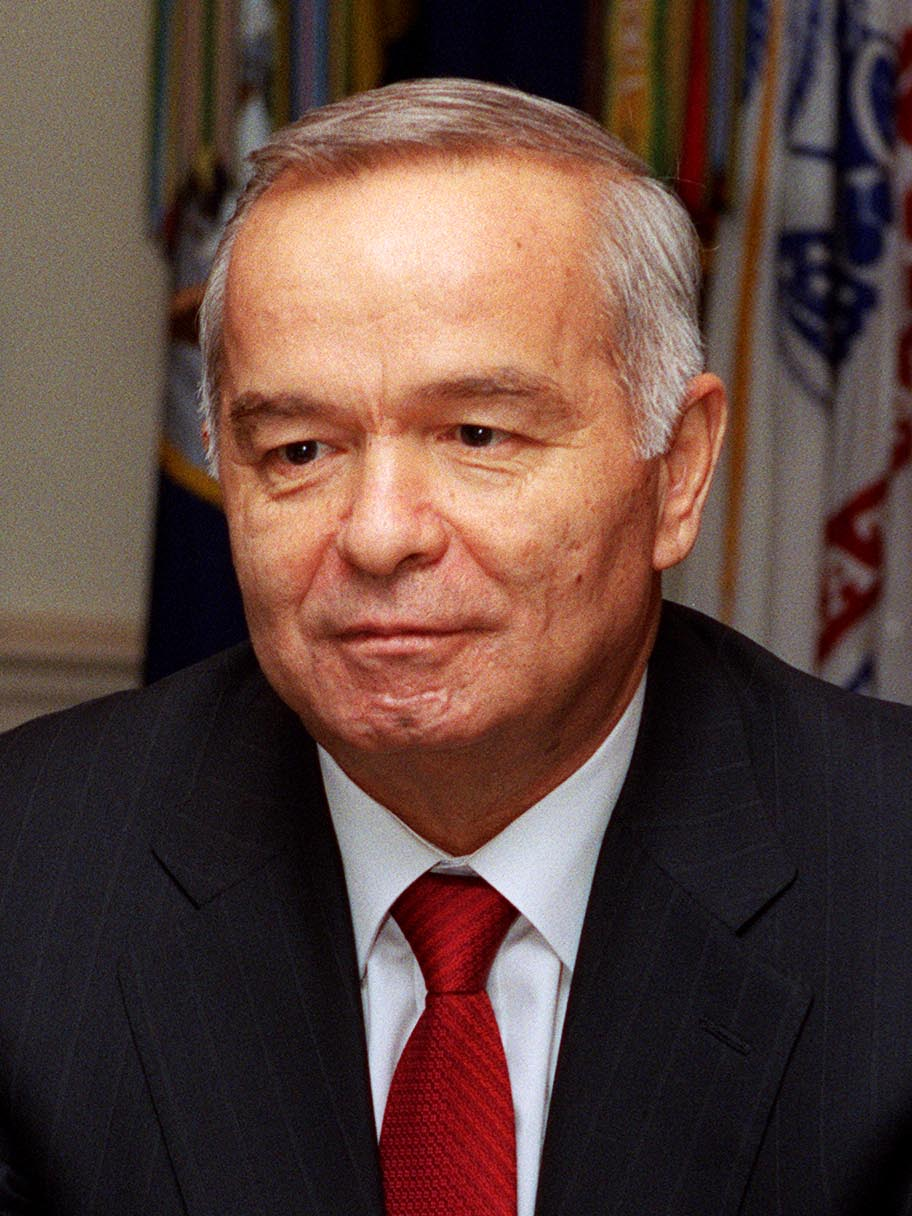
Islom Karimov, Üzbegisztán első elnöke

Üzbegisztán 1991. július 3-án kiáltotta ki függetlenségét, azonban hivatalosan csak szeptember 7-én hirdették ki. Első elnökévé a nép körében már közismert mérnököt, Islom Karimovot választották. Az új elnök diktatórikus rendszert épített ki. 1993-ban Üzbegisztán tagja lett az ENSZ-nek. 
Az ország részt vett a tádzsik polgárháborúban, mivel a szomszédos Tádzsikisztánban jelentős számú üzbég kisebbség él, akiknek viszonya a többi népcsoporttal ekkoriban igen feszült lett.
Karimov nemegyszer találkozott Vlagyimir Putyinnal. Üldözte az ellenzéki megnyilvánulásokat és személyieket. 2016-ban hunyt el.

## Fordítás
Ez a szócikk részben vagy egészben  a   History of Uzbekistan című angol Wikipédia-szócikk fordításán alapul.  Az eredeti cikk szerkesztőit annak laptörténete sorolja fel. Ez a jelzés csupán a megfogalmazás eredetét és a szerzői jogokat jelzi, nem szolgál a cikkben szereplő információk forrásmegjelöléseként.